# Antonio Tengroth
Antonio Fernando Tengroth (født 2. oktober 1984 i Guinea-Bissau) er en svensk skuespiller, danser og dramalærer, kendt for sine roller i tv-serier som Maria Wern og Familien Löwander. Han medvirker desuden som sig selv i musicalfilmen En del af mit hjerte.

## Biografi
Tengroth blev født i Guinea-Bissau som søn af en kvindelig vestafrikansk forfatter, Domingas Samy Tengroth, og en svensk far, Lars Tengroth, der var ambassadør. I begyndelsen af 00'erne læste han til skuespiller på teaterskoler i London og New York, blandt andet på American Academy of Dramatic Arts. Senere studerede han på Stockholms dramatiska högskola og er i dag underviser på Sundbybergs folkhögskola. Han har medvirket i flere teaterstykker, herunder Avgång 23:11 på Scalateatern, Tuesdays with Morrie i Göteborg og Tangelique på TURteatern.
Tengroth har lavet flere arrangementer for sine teaterelever i Stockholm, blandt andet kulturfestivalen Ogräs i bydelen Rinkeby i 2022.

## Filmografi (udvalg)
- 2022 - Hamilton (tv-serie) – Mark Millfors
- 2019 - En del af mit hjerte – sig selv
- 2018 - Den døende detektiv (tv-serie) – politimand
- 2017-2020 - Familien Löwander (tv-serie) – Mark (amerikansk diskoteksvært)
- 2016 - Maria Wern (tv-serie) - Terrence
- 2011 - A Twist of Fate (kortfilm) – Jake